# Oreszak (obwód Łowecz)
Oreszak (bułg. Орешак) – wieś w północnej Bułgarii, w obwodzie Łowecz, w gminie Trojan.

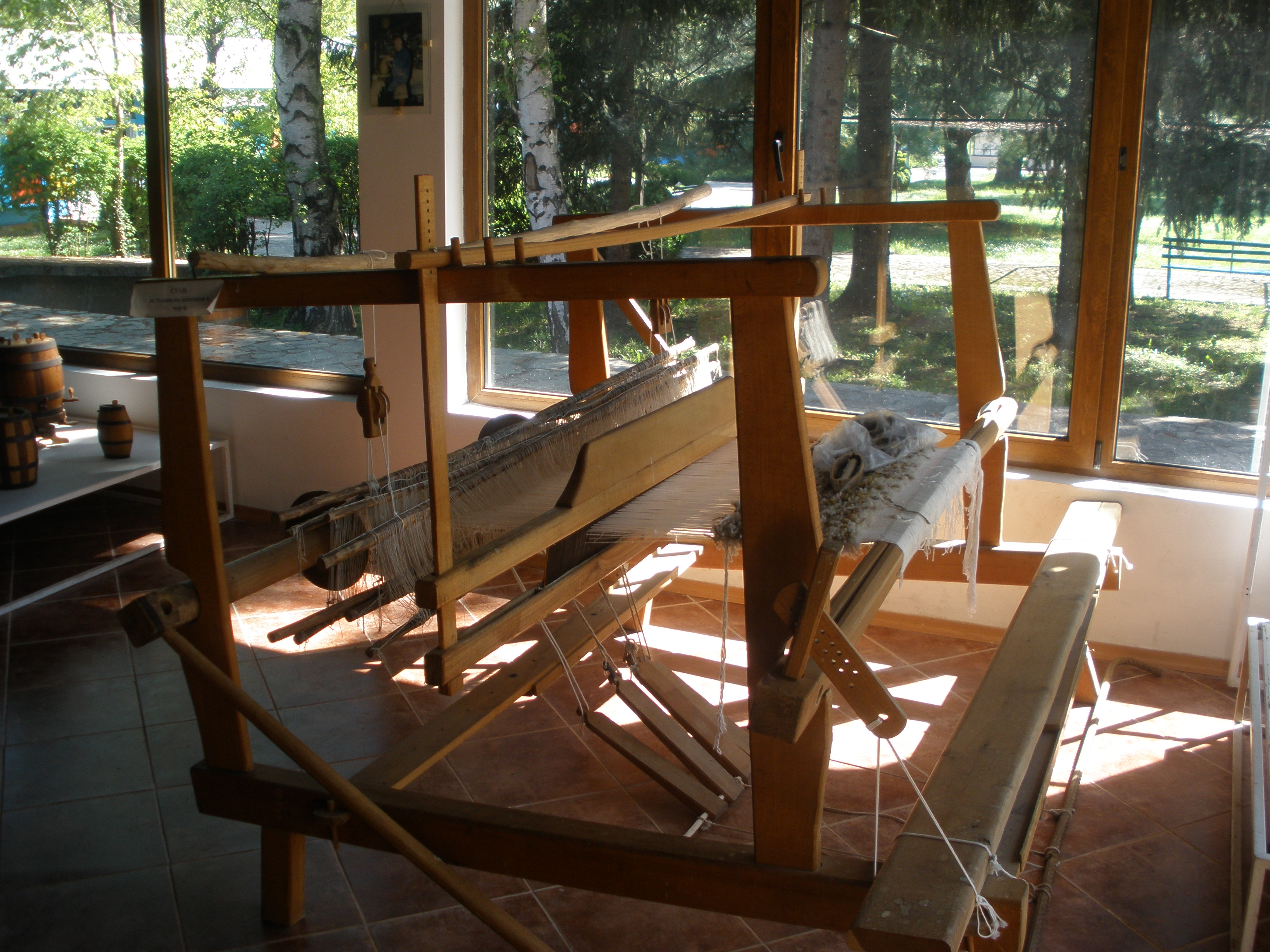
Tradycyjne rzemiosło w Oreszaku

## Zabytki
- Monaster Trojański, który jest jednym z ważniejszych miejsc pod względem kulturalnym i historycznym w Bułgarii.

## Urodzeni w Oreszaku
- Coczo Bilarski – historyk
- Sofroniusz – prawosławny metropolita dorostolski
- Maksym – prawosławny patriarcha Bułgarii
- Maksym – prawosławny metropolita płowdiwski i łowecki